# Clausicella
Clausicella är ett släkte av tvåvingar som ingår i familjen parasitflugor. Släktet beskrevs 1856 av Camillo Rondani.
Arter enligt Catalogue of Life:
- Clausicella aurantiaca
- Clausicella floridensis
- Clausicella geniculata
- Clausicella melitarae
- Clausicella molitor
- Clausicella neomexicana
- Clausicella opaca
- Clausicella politura
- Clausicella puella
- Clausicella setigera
- Clausicella solennis
- Clausicella suturata
- Clausicella townsendi
- Clausicella triangulifera
- Clausicella turmalis
- Clausicella xanthocera